# Peripatopsis balfouri
Peripatopsis balfouri är en klomaskart som först beskrevs av Sedgwick 1885.  Peripatopsis balfouri ingår i släktet Peripatopsis och familjen Peripatopsidae. Inga underarter finns listade i Catalogue of Life.